# Ristorante del Cambio
Il Ristorante Del Cambio è un ristorante di Torino, sito in piazza Carignano, nel centro della città. È considerato il ristorante più prestigioso della città, nonché uno dei più famosi.  Fa parte dell'associazione Locali storici d'Italia.

## Storia
A metà del Settecento la ricostruzione in muratura del Teatro Carignano, su progetto di Benedetto Alfieri, ebbe un costo molto più alto di quanto pianificato e costrinse il principe di Carignano a cedere al capomastro Fontana i terreni edificabili attorno al teatro.

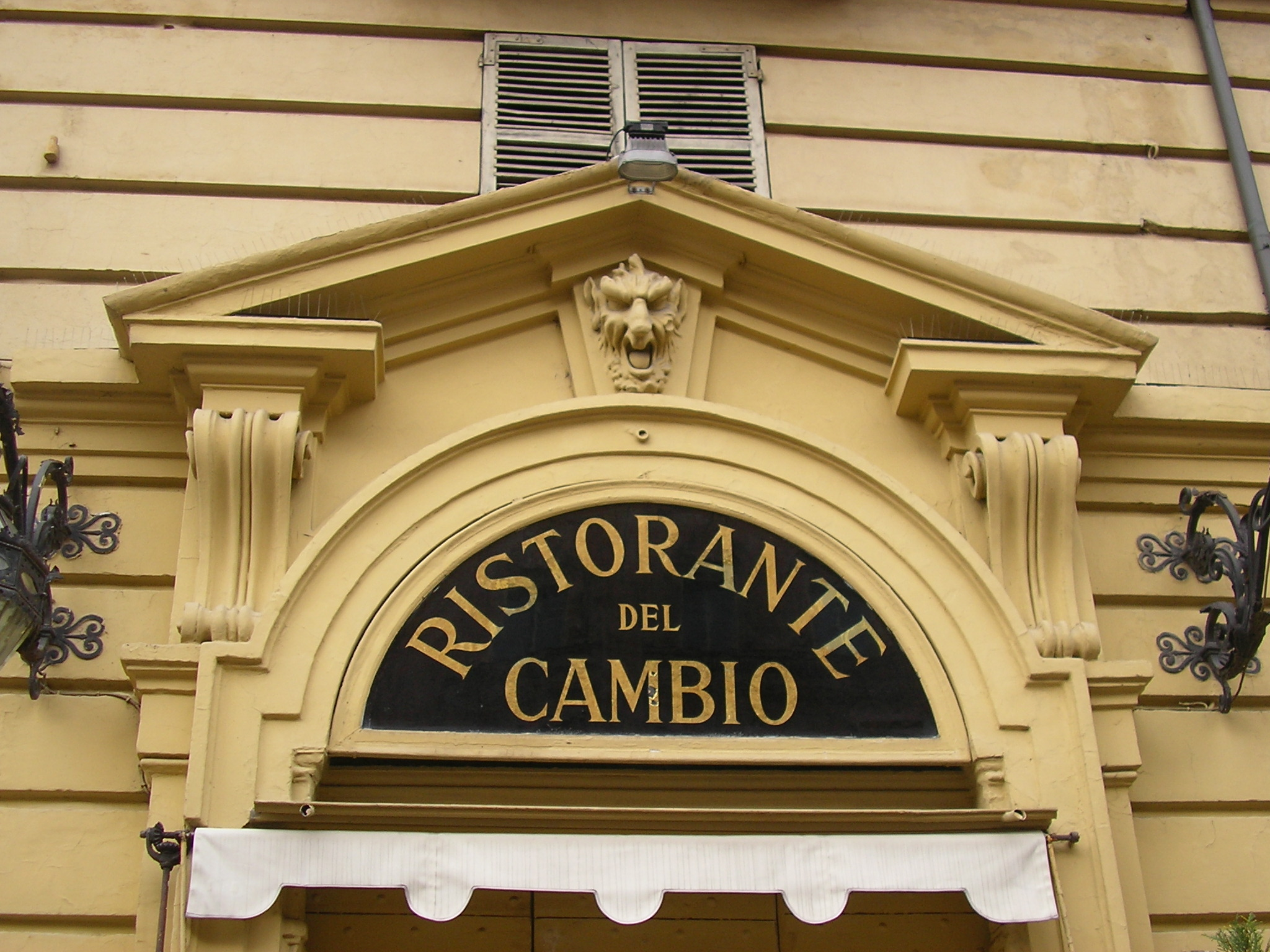
Insegna del ristorante

Il nuovo edificio venne costruito sui due lati del teatro, con facciata comune progettata da Giovanni Battista Borra (lo stesso ideatore della facciata del teatro) e Francesco Antonio Bellino, e inaugurato nel 1757.
Inizialmente il locale svolgeva la sola funzione di caffè. La prima menzione del nome "Cambio" risale al 1790: il nome deriva dalle operazioni di cambio della moneta che si svolgevano in piazza Carignano.
Nel 1831 la proprietà dei locali passò a Pietro Cavallo, che nel 1846 li fece ampliare, aggiungendo al caffè un ristorante composto da due sale.
Il ristorante è stato restaurato nel 1973 e successivamente nel 2014.